# Lipothrix bernardi
Lipothrix bernardi is een springstaartensoort uit de familie van de Sminthuridae. De wetenschappelijke naam van de soort is voor het eerst geldig gepubliceerd in 1954 door Delamare.